# Alister Allan
Alister Millar Allan (Freuchie, 28 gennaio 1944) è un ex tiratore a segno britannico.
Ha partecipato a cinque edizioni dei Giochi olimpici (1968, 1976, 1984, 1988 e 1992).

## Palmarès

### Olimpiadi
- 2 medaglie:
  - 1 argento (Seul 1988 nella carabina 50 metri tre posizioni)
  - 1 bronzo (Los Angeles 1984 nella carabina 50 metri tre posizioni)